# 伽利略 (单位)

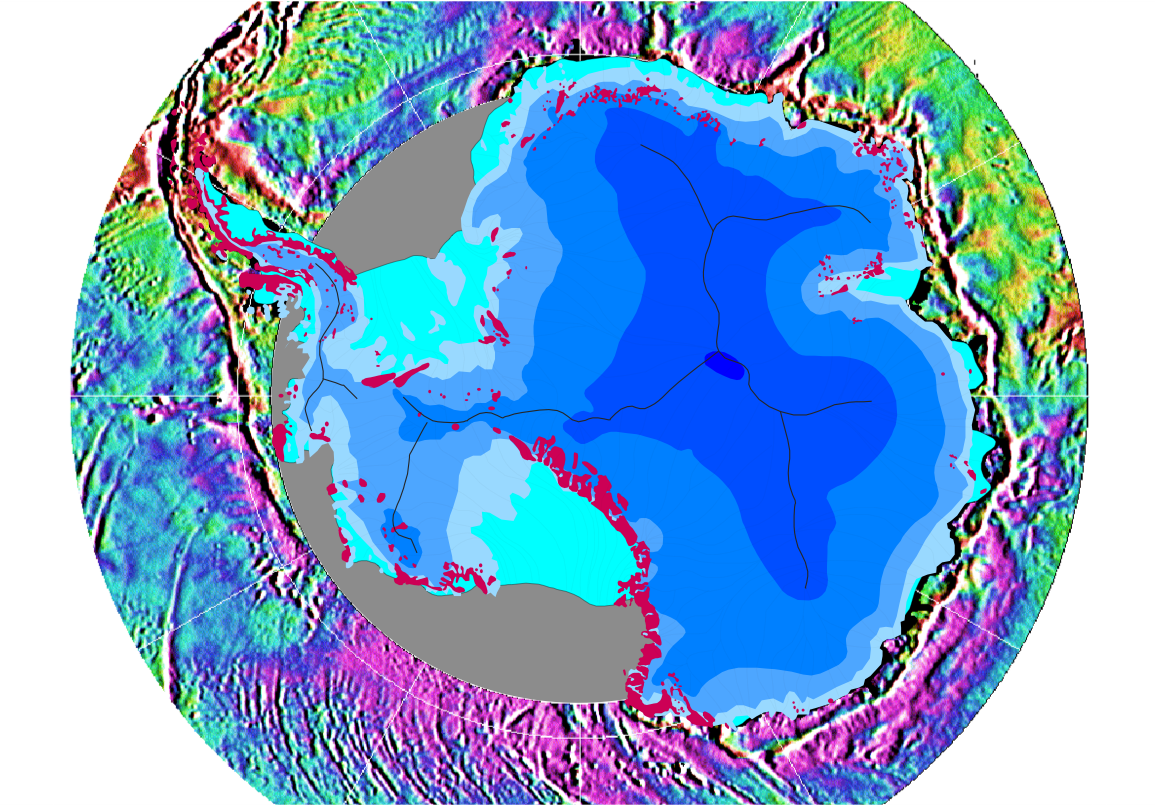
假彩色的南极地区重力场照片

伽利略，多数情况下简称伽、Gal，是一个加速度单位，常用于重力场的测定。
1伽等于1厘米每二次方秒（1 cm/s²）。
伽不是国际单位制的单位，但是在1978年，国际度量衡委员会决定伽可以与国际单位制单位并行使用，“直到国际度量衡委员会认为不再必要为止”。
伽的命名是为了纪念第一个重力测量學者，意大利科学家伽利略·伽利莱（Galileo Galilei）。